# WWE Vengeance
WWE Vengeance, znane od 2021 roku jako NXT Vengeance Day – cykl gal profesjonalnego wrestlingu produkowanych przez federację WWE. Cykl został pierwotnie utworzony w 2001 roku jako pay-per-view (PPV), kiedy promocja nazywała się jeszcze World Wrestling Federation (WWF; przemianowana na WWE w 2002 roku). Od 2021 rokugala odbywa się corocznie w lutym dla rozwojowego brandu WWE, NXT, pod tytułem NXT Vengeance Day, co nawiązuje do wydarzenia odbywającego się w Walentynki lub w ich okolicach. Wydarzenie w 2021 roku było transmitowane zarówno w tradycyjnym trybie PPV, jak i poprzez transmisję na żywo. Wydarzenie w 2022 roku odbyło się wówczas jako program telewizyjny w USA Network, ale od 2023 roku jest emitowane wyłącznie za pośrednictwem platform transmisji na żywo WWE.
Wydarzenie początkowo zastąpiło WWE Armageddon w promocji PPV z grudnia 2001 roku ze względu na problemy z wrażliwością po atakach z 11 września. Jednak Armageddon powróciło w następnym roku, a Vengeance przesunięto się na lipiec jako zamiennik WWF Fully Loaded. Po zmianie nazwy promocji na WWE i podziału na brandy na początku 2002 roku, w 2003 roku wydarzenie stało się ekskluzywne dla brnadu SmackDown, a następnie w latach 2004-2006 na Raw, zanim WWE zaprzestało ekskluzywnych dla tego brandu PPV. To z kolei umożliwiło zaangażowanie brandu ECW w 2007 roku, ale byłby to jedyny rok, w którym ECW mogłoby się pojawić.
W 2007 roku Vengeance odbyło się jako Vengeance: Night of Champions, podczas którego rozgrywane były wszystkie mistrzostwa WWE w tamtym czasie. Night of Champions zastąpiło Vengeance jako samodzielną chronologię w następnym roku, ale Vengeance powróciło jednorazowo w październiku 2011. W lutym 2021 WWE wznowiło Vengeance dla marki NXT jako wydarzenie TakeOver zwane Vengeance Day, które było pierwszym Vengeance być emitowane poprzez transmisję na żywo jako dodatek do tradycyjnego PPV. Seria TakeOver została przerwana we wrześniu, jednak Vengeance była kontynuowana pod nazwą Vengeance Day, a wydarzenie w 2022 roku odbyło się jako specjalny odcinek programu NXT, ustanawiając w ten sposób Vengeance Day coroczne wydarzenie walentynkowe NXT. Wydarzenie w 2023 roku przywróciło Vengeance do transmisji na żywo, ale nie PPV, ponieważ począwszy od Stand & Deliver w kwietniu 2022 roku, główne wydarzenia NXT są emitowane wyłącznie na platformach transmisji na żywo WWE.

## Lista gal
|  | Gala brandu Raw |  | Gala brandu SmackDown |  | Gala brandu NXT |

| Gala                                          | Lokalizacja                  | Arena                   | Walka wieczoru |
| --------------------------------------------- | ---------------------------- | ----------------------- | --- |
| Vengeance (2001) 9 grudnia 2001               | San Diego, Kalifornia        | San Diego Sports Arena  | Stone Cold Steve Austin (WWF) vs. Chris Jericho (World) Singles match unifikujący tytuły WWF Championship i World Championship |
| Vengeance (2002) 21 lipca 2002                | Detroit, Michigan            | Joe Louis Arena         | The Undertaker (c) vs. The Rock vs. Kurt Angle Triple Threat match o Undisputed WWE Championship                               |
| Vengeance (2003) 27 lipca 2003                | Denver, Kolorado             | Pepsi Center            | Brock Lesnar (c) vs. Kurt Angle vs. Big Show Triple Threat match o WWE Championship                                            |
| Vengeance (2004) 11 lipca 2004                | Hartford, Connecticut        | Hartford Civic Center   | Chris Benoit (c) vs. Triple H Singles match o World Heavyweight Championship                                                   |
| Vengeance (2005) 26 czerwca 2005              | Paradise, Nevada             | Thomas & Mack Center    | Batista (c) vs. Triple H Hell in a Cell match o World Heavyweight Championship                                                 |
| Vengeance (2006) 25 czerwca 2006              | Charlotte, Karolina Północna | Charlotte Bobcats Arena | D-Generation X (Triple H i Shawn Michaels) vs. The Spirit Squad (Kenny, Johnny, Mitch, Nicky i Mikey) 5-on-2 handicap match    |
| Vengeance: Night of Champions 24 czerwca 2007 | Houston, Teksas              | Toyota Center           | John Cena (c) vs. Mick Foley vs. Bobby Lashley vs. Randy Orton vs. King Booker Five-Pack Challenge o WWE Championship          |
| Vengeance (2011) 23 października 2011         | San Antonio, Teksas          | AT&T Center             | Alberto Del Rio (c) vs. John Cena Last Man Standing match o WWE Championship                                                   |
| NXT TakeOver: Vengeance Day 14 lutego 2021    | Orlando, Floryda             | WWE Performance Center  | Finn Bálor (c) vs. Pete Dunne Singles match o NXT Championship                                                                 |
| NXT Vengeance Day (2022) 15 lutego 2022       | Orlando, Floryda             | WWE Performance Center  | Bron Breakker (c) vs. Santos Escobar Singles match o NXT Championship                                                          |
| NXT Vengeance Day (2023) 4 lutego 2023        | Charlotte, Karolina Północna | Spectrum Center         | Bron Breakker (c) vs. Grayson Waller Steel Cage match o NXT Championship                                                       |
| NXT Vengeance Day (2024) 4 lutego 2024        | Clarksville, Tennessee       | F&M Bank Arena          | Ilja Dragunov (c) vs. Trick Williams Singles match o NXT Championship                                                          |
| NXT Vengeance Day (2025) 15 lutego 2025       | Waszyngton, D.C.             | CareFirst Arena         | Giulia (c) vs. Bayley vs. Roxanne Perez vs. Cora Jade Fatal 4-way match o NXT Women’s Championship                             |

## Wyniki gal

### 2001
Vengeance (2001) – gala wrestlingu wyprodukowana przez World Wrestling Federation (WWF). Odbyła się 9 grudnia 2001 w San Diego Sports Arena w San Diego w Kalifornii. Emisja była przeprowadzana na żywo w systemie pay-per-view. Była to pierwsza gala w chronologii cyklu Vengeance.
Podczas gali odbyło się dziesięć walk, w tym jedna będąca częścią niedzielnej tygodniówki Sunday Night Heat. Walkami wieczoru były pojedynki o WWF Championship oraz World Championship, a także pojedynek unifikujący oba tytuły w Undisputed WWF Championship. Stone Cold Steve Austin pokonał Kurta Angle’a i obronił WWF Championship, zaś Chris Jericho zdołał pokonać The Rocka o World Championship. Pierwszym w historii Undisputed WWF Championem stał się Chris Jericho, który z pomocą Bookera T pokonał Austina.
| Nr                                                                                            | Wyniki                                                                                        | Stypulacje                                                                              | Czas  |
| --------------------------------------------------------------------------------------------- | --------------------------------------------------------------------------------------------- | --------------------------------------------------------------------------------------- | ----- |
| 1H                                                                                            | The APA (Faarooq i Bradshaw) pokonali Billy’ego i Chucka                                      | Tag team match                                                                          | 06:20 |
| 2                                                                                             | Scotty 2 Hotty i Albert pokonali Christiana i Testa                                           | Tag team match                                                                          | 06:20 |
| 3                                                                                             | Edge (c) pokonał Williama Regala                                                              | Singles match o WWF Intercontinental Championship                                       | 09:06 |
| 4                                                                                             | Jeff Hardy pokonał Matta Hardy’ego                                                            | Singles match z sędzią specjalną Litą                                                   | 12:32 |
| 5                                                                                             | The Dudley Boyz (Bubba Ray i D-Von Dudley) (c) (ze Stacy Keibler) pokonali Big Showa i Kane’a | Tag team match o WWF Tag Team Championship                                              | 06:49 |
| 6                                                                                             | The Undertaker pokonał Roba Van Dama (c)                                                      | Hardcore match o WWF Hardcore Championship                                              | 11:04 |
| 7                                                                                             | Trish Stratus (c) pokonała Jacqueline                                                         | Singles match o WWF Women’s Championship                                                | 03:35 |
| 8                                                                                             | Stone Cold Steve Austin (c) pokonał Kurta Angle’a                                             | Singles match o WWF Championship                                                        | 15:05 |
| 9                                                                                             | Chris Jericho pokonał The Rocka (c)                                                           | Singles match o World Championship                                                      | 19:08 |
| 10                                                                                            | Chris Jericho (World Champion) pokonał Stone Colda Steve’a Austina (WWF Champion)             | Mecz unifikacyjny o World Championship i WWF Championship w Undisputed WWF Championship | 12:34 |
| (c) – mistrz/mistrzyni przed walkąH – walka była transmitowana przed PPV na Sunday Night Heat |                                                                                               |                                                                                         |       |

### 2002
Vengeance (2002) – gala wrestlingu wyprodukowana przez federację World Wrestling Entertainment (WWE). Odbyła się 22 lipca 2002 w Joe Louis Arena w Detroit w stanie Michigan. Emisja była przeprowadzana na żywo w systemie pay-per-view. Była to druga gala w chronologii cyklu Vengeance.
Podczas gali odbyło się dziewięć walk, w tym jedna będąca częścią niedzielnej tygodniówki Sunday Night Heat. Walką wieczoru była trzyosobowa walka o WWE Undisputed Championship, gdzie The Rock zdobył mistrzostwo pokonując Kurta Angle’a i poprzedniego mistrza The Undertakera. Oprócz tego The Un-Americans (Lance Storm i Christian) pokonali Hollywood Hulka Hogana i Edge’a zdobywając WWE Tag Team Championship, a Rob Van Dam obronił przez dyskwalifikację swój WWE Intercontinental Championship pokonując Brocka Lesnara.
| Nr                                                                                            | Wyniki                                                                                      | Stypulacje                                        | Czas  |
| --------------------------------------------------------------------------------------------- | ------------------------------------------------------------------------------------------- | ------------------------------------------------- | ----- |
| 1H                                                                                            | Goldust pokonał Steviego Richardsa                                                          | Singles match                                     | 03:49 |
| 2                                                                                             | The Dudley Boyz (Bubba Ray Dudley i Spike Dudley) pokonali Eddiego Guerrero i Chrisa Benoit | Elimination tables match                          | 14:59 |
| 3                                                                                             | Jamie Noble (c) (z Nidią) pokonał Billy’ego Kidmana                                         | Singles match o WWE Cruiserweight Championship    | 07:34 |
| 4                                                                                             | Jeff Hardy (c) pokonał Williama Regala                                                      | Singles match o WWE European Championship         | 04:16 |
| 5                                                                                             | John Cena pokonał Chrisa Jericho                                                            | Singles match                                     | 06:21 |
| 6                                                                                             | Rob Van Dam (c) pokonał Brocka Lesnara (z Paulem Heymanem) przez dyskwalifikację            | Singles match o WWE Intercontinental Championship | 09:38 |
| 7                                                                                             | Booker T pokonał Big Showa                                                                  | No Disqualification match                         | 06:12 |
| 8                                                                                             | The Un-Americans (Lance Storm i Christian) pokonali Hollywood Hulka Hogana i Edge’a (c)     | Tag team match o WWE Tag Team Championship        | 10:00 |
| 9                                                                                             | The Rock pokonał Kurta Angle’a i The Undertakera (c)                                        | Triple threat match o WWE Undisputed Championship | 19:35 |
| (c) – mistrz/mistrzyni przed walkąH – walka była transmitowana przed PPV na Sunday Night Heat |                                                                                             |                                                   |       |

### 2003
Vengeance (2003) – gala wrestlingu wyprodukowana przez federację World Wrestling Entertainment (WWE) dla zawodników z brandu SmackDown!. Odbyła się 27 lipca 2003 w Pepsi Center w Denver w stanie Kolorado. Emisja była przeprowadzana na żywo w systemie pay-per-view. Była to trzecia gala w chronologii cyklu Vengeance.
Podczas gali odbyło się dziewięć walk, w tym jedna będąca częścią niedzielnej tygodniówki Sunday Night Heat. W walce wieczoru zmierzyli się WWE Champion Brock Lesnar, Kurt Angle i Big Show o mistrzostwo; Angle wygrał walkę i odebrał mistrzostwo Lesnarowi. Oprócz tego Eddie Guerrero pokonał Chrisa Benoit i zdobył przywrócony WWE United States Championship.
| Nr                                                                                            | Wyniki | Stypulacje                                                | Czas  |
| --------------------------------------------------------------------------------------------- | --- | --------------------------------------------------------- | ----- |
| 1H                                                                                            | Último Dragón pokonał Chrisa Kanyona                                                                           | Singles match                                             | 04:04 |
| 2                                                                                             | Eddie Guerrero pokonał Chrisa Benoit                                                                           | Singles match o zawieszony WWE United States Championship | 22:14 |
| 3                                                                                             | Jamie Noble (z Nidią) pokonał Billy’ego Gunna (z Torrie Wilson)                                                | Singles match                                             | 05:00 |
| 4                                                                                             | Bradshaw wygrał eliminując jako ostatniego Brother Love’a                                                      | The APA Invitational Bar Room Brawl                       | 04:33 |
| 5                                                                                             | The World’s Greatest Tag Team (Shelton Benjamin i Charlie Haas) (c) pokonali Reya Mysterio i Billy’ego Kidmana | Tag team match o WWE Tag Team Championship                | 14:53 |
| 6                                                                                             | Sable pokonała Stephanie McMahon                                                                               | No Countout match                                         | 06:25 |
| 7                                                                                             | The Undertaker pokonał Johna Cenę                                                                              | Singles match                                             | 16:01 |
| 8                                                                                             | Mr. McMahon pokonał Zacha Gowena                                                                               | Singles match                                             | 14:02 |
| 9                                                                                             | Kurt Angle pokonał Brocka Lesnara (c) i Big Showa                                                              | Triple threat match o WWE Championship                    | 17:29 |
| (c) – mistrz/mistrzyni przed walkąH – walka była transmitowana przed PPV na Sunday Night Heat | |                                                           |       |

- Inni uczestnicy The APA Invitational Bar Room Brawlu: Shannon Moore, Doink the Clown, Faarooq, Nunzio, Matt Hardy, Danny Basham, Doug Basham, Easter Bunny, Sean O’Haire, John Hennigan, Orlando Jordan, Funaki, Conquistador Uno, Conquistadore Dos, The Brooklyn Brawler, Johnny Stamboli, Chuck Palumbo, Matt Cappotelli, Spanky i Chris Kanyon.

Wyniki turnieju o WWE United States Championship
Turniej o przywrócony WWE United States Championship odbywał się od 19 czerwca do 27 lipca 2003.
|  | Ćwierćfinały   | Ćwierćfinały   |     |     | Półfinały | Półfinały |  |  | Finał | Finał |
|  |                |                |     |     |           |           |  |  |       |       |
|  |                |                |     |     |           |           |  |  |       |       |
|  |                |                |     |     |           |           |  |  |       |       |
|  | Chris Benoit   | Sub            |     |     |           |           |  |  |       |       |
|  | Chris Benoit   | Sub            |     |     |           |           |  |  |       |       |
|  | Rhyno          |                |     |     |           |           |  |  |       |       |
|  | Chris Benoit   | Sub            |     |     |           |           |  |  |       |       |
|  | Chris Benoit   | Sub            |     |     |           |           |  |  |       |       |
|  |                | Matt Hardy     |     |     |           |           |  |  |       |       |
|  | Matt Hardy     | Pin            |     |     |           |           |  |  |       |       |
|  | Matt Hardy     | Pin            |     |     |           |           |  |  |       |       |
|  | Rikishi        |                |     |     |           |           |  |  |       |       |
|  | Chris Benoit   | 22:14          |     |     |           |           |  |  |       |       |
|  | Chris Benoit   | 22:14          |     |     |           |           |  |  |       |       |
|  |                | Eddie Guerrero | Pin |     |           |           |  |  |       |       |
|  | Billy Gunn     | Eddie Guerrero | Pin | Pin |           |           |  |  |       |       |
|  | Billy Gunn     |                |     | Pin |           |           |  |  |       |       |
|  | John Cena      |                |     |     |           |           |  |  |       |       |
|  | Billy Gunn     |                |     |     |           |           |  |  |       |       |
|  |                |                |     |     |           |           |  |  |       |       |
|  |                | Eddie Guerrero | Pin |     |           |           |  |  |       |       |
|  | Eddie Guerrero | Eddie Guerrero | Pin | Pin |           |           |  |  |       |       |
|  | Eddie Guerrero |                |     | Pin |           |           |  |  |       |       |
|  | Último Dragón  |                |     |     |           |           |  |  |       |       |
|  |                |                |     |     |           |           |  |  |       |       |

- Pin – przypięcie
- Sub – submission

### 2004
Vengeance (2004) – gala wrestlingu wyprodukowana przez federację World Wrestling Entertainment (WWE) dla zawodników z brandu Raw. Odbyła się 11 lipca 2004 w Hartford Civic Center w Hartford w stanie Connecticut. Emisja była przeprowadzana na żywo w systemie pay-per-view. Była to czwarta gala w chronologii cyklu Vengeance.
Podczas gali odbyło się osiem walk, w tym jedna będąca częścią niedzielnej tygodniówki Sunday Night Heat. W walce wieczoru Chris Benoit obronił World Heavyweight Championship pokonując Triple H’a. Ponadto Edge zdobył WWE Intercontinental Championship poprzez pokonanie Randy’ego Ortona, zaś Matt Hardy pokonał Kane’a w No Disqualification matchu.
| Nr                                                                                            | Wyniki                                                                                                 | Stypulacje                                                         | Czas  |
| --------------------------------------------------------------------------------------------- | --- | ------------------------------------------------------------------ | ----- |
| 1H                                                                                            | Tyson Tomko (z Trish Stratus) pokonał Val Venisa (z Nidią)                                             | Singles match                                                      | 02:52 |
| 2                                                                                             | Rhyno i Tajiri pokonali Garrisona Cade’a i Jonathana Coachmana                                         | Tag team match                                                     | 07:30 |
| 3                                                                                             | Batista pokonał Chrisa Jericho                                                                         | Singles match                                                      | 12:19 |
| 4                                                                                             | La Résistance (Rob Conway i Sylvain Grenier) (c) pokonali Eugene’a i Rica Flaira przez dyskwalifikację | Tag team match o World Tag Team Championship                       | 12:30 |
| 5                                                                                             | Matt Hardy pokonał Kane’a                                                                              | No Disqualification match                                          | 10:34 |
| 6                                                                                             | Edge pokonał Randy’ego Ortona (c)                                                                      | Singles match o WWE Intercontinental Championship                  | 26:36 |
| 7                                                                                             | Victoria pokonała Molly Holly                                                                          | Singles match wyłaniający pretendentkę do WWE Women’s Championship | 06:22 |
| 8                                                                                             | Chris Benoit (c) pokonał Triple H’a                                                                    | Singles match o World Heavyweight Championship                     | 29:06 |
| (c) – mistrz/mistrzyni przed walkąH – walka była transmitowana przed PPV na Sunday Night Heat | |                                                                    |       |

### 2005
Vengeance (2005) – gala wrestlingu wyprodukowana przez federację World Wrestling Entertainment (WWE) dla zawodników z brandu Raw. Odbyła się 26 czerwca 2005 w Thomas & Mack Center w Las Vegas w stanie Nevada. Emisja była przeprowadzana na żywo w systemie pay-per-view. Była to piąta gala w chronologii cyklu Vengeance.
Podczas gali odbyło się siedem walk, w tym jedna będąca częścią niedzielnej tygodniówki Sunday Night Heat. Walką wieczoru był Hell in a Cell match o World Heavyweight Championship, w którym mistrz Batista pokonał pretendenta Triple H’a. Oprócz tego John Cena wygrał trzyosobową walkę broniąc WWE Championship w starciu z Christianem i Chrisem Jericho, a Shawn Michaels pokonał Kurta Angle’a w singlowej walce.
| Nr                                                                                            | Wyniki                                                                                | Stypulacje                                            | Czas  |
| --------------------------------------------------------------------------------------------- | ------------------------------------------------------------------------------------- | ----------------------------------------------------- | ----- |
| 1H                                                                                            | The Hurricane i Rosey (c) (z Super Stacy) pokonali The Heart Throbs (Antonio i Romeo) | Tag team match o World Tag Team Championship          | –     |
| 2                                                                                             | Carlito (c) pokonał Sheltona Benjamina                                                | Singles match o WWE Intercontinental Championship     | 12:50 |
| 3                                                                                             | Victoria pokonała Christy Hemme                                                       | Singles match                                         | 05:06 |
| 4                                                                                             | Kane pokonał Edge’a (z Litą)                                                          | Singles match                                         | 11:11 |
| 5                                                                                             | Shawn Michaels pokonał Kurta Angle’a                                                  | Singles match                                         | 26:13 |
| 6                                                                                             | John Cena (c) pokonał Christiana i Chrisa Jericho                                     | Triple threat match o WWE Championship                | 15:08 |
| 7                                                                                             | Batista (c) pokonał Triple H’a                                                        | Hell in a Cell match o World Heavyweight Championship | 26:55 |
| (c) – mistrz/mistrzyni przed walkąH – walka była transmitowana przed PPV na Sunday Night Heat |                                                                                       |                                                       |       |

### 2006
Vengeance (2006) – gala wrestlingu wyprodukowana przez federację World Wrestling Entertainment (WWE) dla zawodników z brandu Raw. Odbyła się 25 czerwca 2006 w Charlotte Bobcats Arena w Charlotte w stanie Karolina Północna. Emisja była przeprowadzana na żywo w systemie pay-per-view. Była to szósta gala w chronologii cyklu Vengeance.
Podczas gali odbyło się dziewięć walk, w tym jedna będąca częścią niedzielnej tygodniówki Sunday Night Heat.
| Nr                                                                                    | Wyniki | Stypulacje                                              | Czas  |
| ------------------------------------------------------------------------------------- | --- | ------------------------------------------------------- | ----- |
| 1D                                                                                    | Val Venis pokonał Roba Conwaya                                                                                           | Singles match                                           | –     |
| 2                                                                                     | Randy Orton pokonał Kurta Angle’a                                                                                        | Singles match                                           | 12:50 |
| 3                                                                                     | Umaga (z Armando Estradą) pokonał Eugene’a (z Jimem Dugganem, Doink the Clownem i Kamalą)                                | Singles match                                           | 01:26 |
| 4                                                                                     | Ric Flair pokonał Micka Foleya z wynikiem 2-0                                                                            | Two-out-of-three falls match                            | 07:32 |
| 5                                                                                     | Johnny Nitro (z Meliną) pokonał Sheltona Benjamina (c) i Carlito                                                         | Triple threat match o WWE Intercontinental Championship | 12:01 |
| 6                                                                                     | Rob Van Dam (c) pokonał Edge’a (z Litą)                                                                                  | Singles match o WWE Championship                        | 17:55 |
| 7                                                                                     | Imposter Kane pokonał Kane’a                                                                                             | Singles match                                           | 07:00 |
| 8                                                                                     | John Cena pokonał Sabu poprzez submission                                                                                | Extreme Rules Lumberjack match                          | 06:38 |
| 9                                                                                     | D-Generation X (Triple H i Shawn Michaels) pokonali The Spirit Squad (Kenny’ego, Johnny’ego, Mitcha, Nicky’ego i Mikeya) | Handicap match                                          | 17:45 |
| (c) – mistrz/mistrzyni przed walkąD – walka była dark matchem (nietransmitowana w TV) | |                                                         |       |

- Lista „lumberjacków”: Viscera, Trevor Murdoch, Lance Cade, Rob Conway, Snitsky, Matt Striker, Charlie Haas, Val Venis, Tommy Dreamer, Balls Mahoney, Stevie Richards, Little Guido Maritato, Roadkill, Danny Doring, Justin Credible, Al Snow i The Sandman

### 2007
Vengeance: Night of Champions – gala wrestlingu wyprodukowana przez federację World Wrestling Entertainment (WWE). Odbyła się 24 czerwca 2007 w Toyota Center w Houston w Teksasie. Emisja była przeprowadzana na żywo w systemie pay-per-view. Była to siódma gala w chronologii cyklu Vengeance oraz pierwsza w chronologii cyklu Night of Champions. Tego samego dnia Chris Benoit, który miał zawalczyć podczas gali, zabił syna i żonę oraz popełnił samobójstwo.
Podczas gali odbyło się dziesięć walk, w tym jedna nietransmitowana w telewizji. Pojedynkiem wieczoru był Five-Pack Challenge o WWE Championship, gdzie John Cena obronił mistrzostwo pokonując Micka Foleya, Bobby’ego Lashleya, Randy’ego Ortona i King Bookera. Ponadto Edge pokonał Batistę i obronił World Heavyweight Championship, a Johnny Nitro zdołał pokonać CM Punka i zdobyć zawieszony ECW World Championship.
| Nr                                                                                    | Wyniki | Stypulacje                                         | Czas  |
| ------------------------------------------------------------------------------------- | --- | -------------------------------------------------- | ----- |
| 1D                                                                                    | Super Crazy pokonał Carlito                                                                                | Singles match                                      | –     |
| 2                                                                                     | Lance Cade i Trevor Murdoch (c) pokonali The Hardy Boyz (Matta i Jeffa Hardy’ego)                          | Tag team match o World Tag Team Championship       | 08:55 |
| 3                                                                                     | Chavo Guerrero (c) pokonał Jimmy’ego Wang Yanga                                                            | Singles match o WWE Cruiserweight Championship     | 10:16 |
| 4                                                                                     | Johnny Nitro pokonał CM Punka                                                                              | Singles match o zawieszony ECW World Championship  | 08:00 |
| 5                                                                                     | Santino Marella (c) pokonał Umagę przez dyskwalifikację                                                    | Singles match o WWE Intercontinental Championship  | 02:34 |
| 6                                                                                     | Montel Vontavious Porter (c) pokonał Rica Flaira                                                           | Singles match o WWE United States Championship     | 08:43 |
| 7                                                                                     | Deuce ’n Domino (c) (z Cherry) pokonali Sgt. Slaughtera i Jimmy’ego Snukę                                  | Tag team match o WWE Tag Team Championship         | 06:34 |
| 8                                                                                     | Edge (c) pokonał Batistę poprzez wyliczenie poza-ringowe                                                   | Last Chance match o World Heavyweight Championship | 16:50 |
| 9                                                                                     | Candice Michelle pokonała Melinę (c)                                                                       | Singles match o WWE Women’s Championship           | 04:07 |
| 10                                                                                    | John Cena (c) pokonał Micka Foleya, Bobby’ego Lashleya, Randy’ego Ortona i King Bookera (z Queen Sharmell) | Five-Pack Challenge o WWE Championship             | 18:08 |
| (c) – mistrz/mistrzyni przed walkąD – walka była dark matchem (nietransmitowana w TV) | |                                                    |       |

### 2011
Vengeance (2011) – gala wrestlingu wyprodukowana przez federację WWE. Odbyła się 23 października 2011 w AT&T Center w San Antonio w Teksasie. Emisja była przeprowadzana na żywo w systemie pay-per-view. Była to ósma i ostatnia gala w chronologii cyklu Vengeance.
Podczas gali odbyło się dziewięć walk, w tym jedna nietransmitowana w telewizji. W pojedynku wieczoru Alberto Del Rio pokonał Johna Cenę w Last Man Standing matchu i obronił WWE Championship. Walka Marka Henry’ego z Big Showem o World Heavyweight Championship zakończyła się bez rezultatu, zaś Awesome Truth (The Miz i R-Truth) pokonali Triple H’a i CM Punka w tag team matchu.
| Nr                                                                                    | Wyniki                                                                               | Stypulacje                                                                                  | Czas  |
| ------------------------------------------------------------------------------------- | ------------------------------------------------------------------------------------ | ------------------------------------------------------------------------------------------- | ----- |
| 1D                                                                                    | Wade Barrett pokonał Daniela Bryana                                                  | Singles match                                                                               | 4:57  |
| 2                                                                                     | Air Boom (Evan Bourne i Kofi Kingston) (c) pokonali Jacka Swaggera i Dolpha Zigglera | Tag team match o WWE Tag Team Championship                                                  | 13:24 |
| 3                                                                                     | Dolph Ziggler (c) (z Jackem Swaggerem i Vickie Guerrero) pokonał Zacka Rydera        | Singles match o WWE United States Championship                                              | 6:04  |
| 4                                                                                     | Beth Phoenix (c) pokonała Eve Torres                                                 | Singles match o WWE Divas Championship Kelly Kelly i Natalya były wyrzucone z okolic ringu. | 7:18  |
| 5                                                                                     | Sheamus pokonał Christiana                                                           | Singles match                                                                               | 10:37 |
| 6                                                                                     | Awesome Truth (The Miz i R-Truth) pokonali Triple H’a i CM Punka                     | Tag team match                                                                              | 15:24 |
| 7                                                                                     | Randy Orton pokonał Cody’ego Rhodesa                                                 | Singles match                                                                               | 12:11 |
| 8                                                                                     | Mark Henry (c) vs. Big Show zakończyło się bez rezultatu                             | Singles match o World Heavyweight Championship                                              | 13:19 |
| 9                                                                                     | Alberto Del Rio (c) (z Ricardo Rodriguezem) pokonał Johna Cenę                       | Last Man Standing match o WWE Championship                                                  | 27:04 |
| (c) – mistrz/mistrzyni przed walkąD – walka była dark matchem (nietransmitowana w TV) |                                                                                      |                                                                                             |       |